# Мъжки организъм
Мъжки организъм е еднополов организъм от мъжки пол – произвеждащ по-малките гамети. При повечето животни полът на отделните организми е генетично предопределен, като при много бозайници, включително при хората, той се определя от наличието на специфична Y-хромозома, задаваща увеличеното производство на тестостерон, нужно за развитието на мъжки размножителни органи.

## Вижте още
- Мъж